# Lycaeides armoricanella
Lycaeides armoricanella är en fjärilsart som beskrevs av Beuret 1934. Lycaeides armoricanella ingår i släktet Lycaeides och familjen juvelvingar. Inga underarter finns listade i Catalogue of Life.